# Peperomia nummularioides
Peperomia nummularioides là một loài thực vật có hoa trong họ Hồ tiêu. Loài này được Griseb. miêu tả khoa học đầu tiên.